# Маја Зрнић
Маја Зрнић је била српска новинарка и књижевница еротске литературе, чији рад обухвата само два романа објављена у осамдесетим. Ћерка је издавача Ивана Зрнића, једног од водећих издавача у Београду између два светска рата. Њен отац Иван и мајка Јована су убијени у Логору Јасеновац 1942. године.
Нема много података о њој. Оба романа објавила је издавачка кућа Књижевне новине из Београда, у едицији Супер роман, и били су веома популарни и контроверзни и данас делимично уживају култни статус. Можда је објавила још романа под псеудонимима, али једина два за која се зна уредио је Драгош Калајић. Први роман Афера говори о суноврату породица високог друштва предратног Београда, скандалима и аферама и микс је еротске литературе и крими романа. Говори о покушају убиства угледног бизнисмена Жоржа Младеновића, власника престоничких новина, али садржи и хомосексуалну тему односно завођење Жоржовог сина од стране његовог очуха наклоњеног истом полу, као и развратност и декадентност богаташке деце тадашње престонице. Роман Валентино био је контроверзан због сцене вођења љубави у адвокатској канцеларији, између главне јунакиње Јелисавете и њеног правника. Овај роман је у деловима објављиван и на страницама Политике.

## Дела
- Афера (1986, Књижевне новине, Београд)[2]
- Валентино (1988, Књижевне новине, Београд)[3]